# گارگین پطروسیان
گارگین باخشیی پطروسیان (ارمنی: Գարեգին Բախշիի Պետրոսյան؛  زادهٔ ۱۰ سپتامبر ۱۹۰۲ - درگذشته ۴ دسامبر ۱۹۹۷) ریاضی‌دان در زمینه تاریخ ریاضیات، سیاستمدار، استاد اهل ارمنستان از تاریخ تا تاریخ ریاست دانشگاه دولتی ایروان را برعهده داشت. وی نماینده دوره سوم شورای عالی جمهوری شوروی سوسیالیستی ارمنستان و عضو مجمع چهارم شورای عالی اتحاد شوروی نیز بود.

## زندگی‌نامه
وی در ۱۰ سپتامبر [سبک قدیمی: ۲۸ اوت] ۱۹۰۲ در گوریس به دنیا آمد و از دانشگاه دولتی ایروان (۱۹۲۹) فارغ‌التحصیل گشت. وی عضو آکادمی بین‌المللی تاریخ علوم بود وی همچنین برندهٔ جوایزی همچون نشان پرچم سرخ کار نشان جنگ میهنی شده است. وی در ۴ دسامبر ۱۹۹۷ در سن ۹۵ سالگی در ایروان درگذشت و در آرامستان شاهومیان به خاک سپرده شد.

## یادداشت
1. ↑  ԽՍՀՄ գերագույն խորհրդի պատգամավոր
2. ↑  ֆիզիկամաթեմատիկական գիտությունների դոկտոր